# Jorge Lucar
Jorge Enrique Lucar Figueroa (Santiago, 6 de enero de 1934) es un exmilitar chileno, que alcanzó el grado de teniente general.

## Carrera militar
Egresó de la Escuela Militar del Libertador Bernardo O'Higgins en 1956, y en 1974 ascendió a teniente coronel. Fue profesor militar, oficial del Estado Mayor y profesor de Academia, desempeñándose como subdirector de la Escuela Militar, comandante del Regimiento de Telecomunicaciones N.º 6 "Tarapacá", secretario del Jefe del Estado Mayor y secretario de la Vicecomandancia en Jefe del Ejército.
Ascendió a brigadier general en 1984 cuando era jefe del Comando de Telecomunicaciones. En noviembre de 1986 asumió el Comando de Institutos Militares, reemplazando al general Jorge Zincke, asumiendo el puesto de Director de Operaciones en febrero de 1988. El 9 de noviembre de ese mismo año fue ascendido a mayor general.
Ascendido a Teniente General asume como vicecomandante en jefe del Ejército de Chile entre octubre de 1989 y 1993, dejando el cargo ya que era considerado por el comandante en jefe Augusto Pinochet como muy cercano al gobierno del presidente Patricio Aylwin y a su ministro de Defensa Patricio Rojas. Además fue miembro de la Junta Militar desde el 2 de enero de 1990 hasta el 11 de marzo del mismo año, siendo el último representante del Ejército en dicha junta.

### Historial militar
Su historial de ascensos en el Ejército es el siguiente:
- 1952: Cadete de la Escuela Militar
- 1956: Alférez
- 1957: Subteniente
- 1961: Teniente
- 1965: Capitán
- 1969: Mayor
- 1974: Teniente Coronel
- 1979: Coronel
- 1984: Brigadier General
- 1988: Mayor General
- 1990: Teniente General

## Carrera empresarial
Paralelamente a su vida militar, en 1982 fue director de CAP y Endesa, y en 1987 fue director de Edelnor. Se desempeñó como presidente del directorio de Entel Chile entre 1985 y 1989, y fue uno de los fundadores de la Universidad Bernardo O'Higgins en 1990.